# إميت وان
إميت وان (بالصينية: 溫俊) هو لاعب كرة قدم صيني، ولد في 13 مارس 1992 في ليسترشير في المملكة المتحدة. شارك مع منتخب هونغ كونغ تحت 23 سنة لكرة القدم ومنتخب هونغ كونغ لكرة القدم. أما مع النوادي، فقد لعب مع نادي كيتشي.

## وصلات خارجية
- إميت وان على موقع قاعدة بيانات كرة القدم.إي يو (الإنجليزية)
- إميت وان على موقع Soccerway.com (الإنجليزية)